# Alunizaje

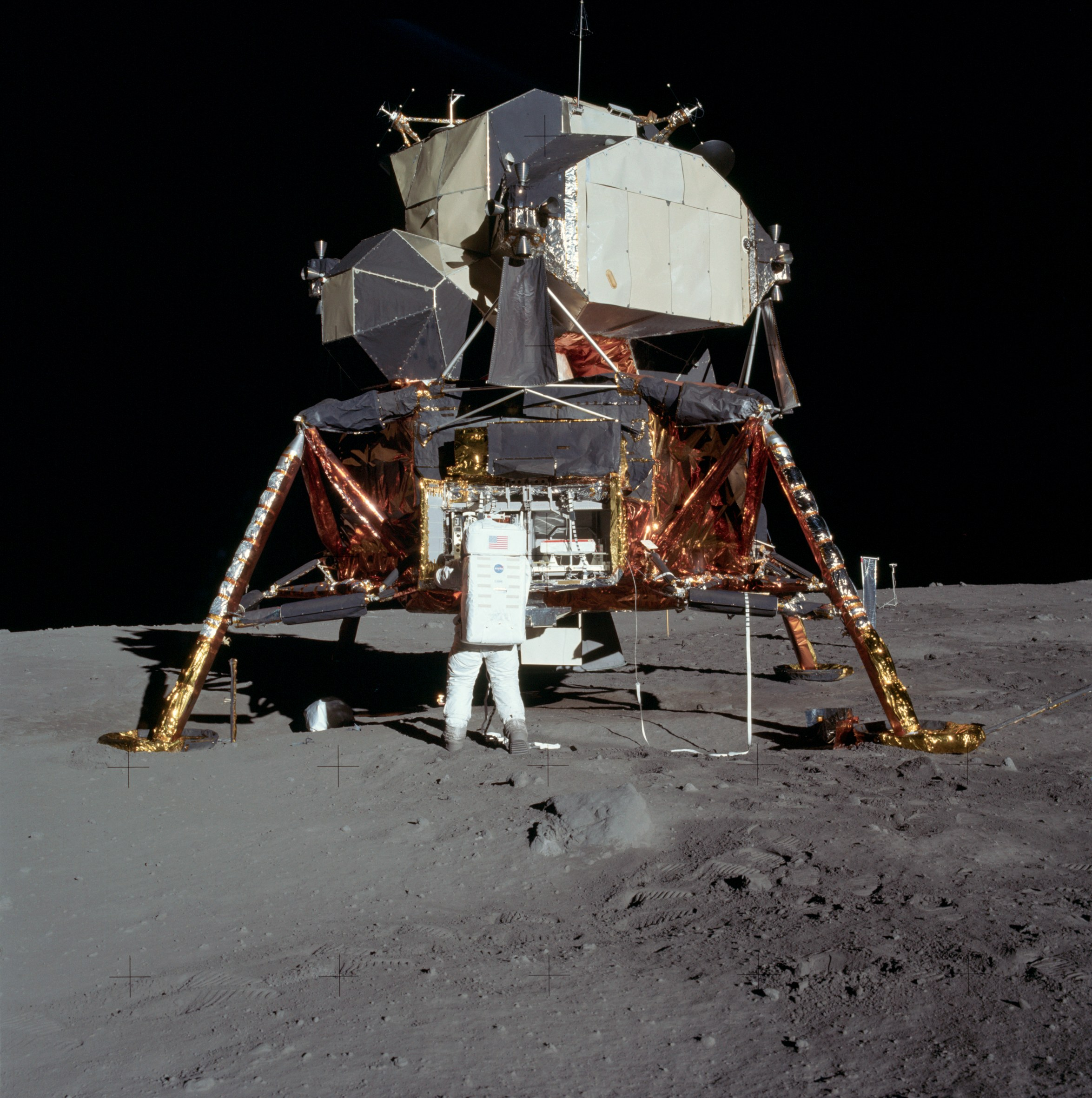
Módulo lunar del Apolo 11.

Alunizaje es el término que define el descenso controlado de un vehículo sobre la superficie de la Luna. Se distinguen dos tipos de alunizajes: alunizaje duro y alunizaje suave.
Se considera que un alunizaje ha sido duro cuando la nave toma contacto con la superficie lunar a una velocidad superior a los 10 m/s, y del tipo suave cuando el contacto con el suelo es inferior a esta velocidad. Todas las astronaves tripuladas que han establecido una base lunar, han efectuado un alunizaje suave.
El primer alunizaje de la historia tuvo lugar el 3 de febrero de 1966 con la sonda Luna 9 de la Unión Soviética. El 20 de julio de 1969, la misión estadounidense Apolo 11 colocó a los primeros hombres en la Luna: el comandante Neil Armstrong y el piloto Edwin F. Aldrin.

## Contexto científico
Para llegar a la Luna, una nave espacial debe salir primero del pozo gravitatorio de la Tierra; actualmente, el único medio práctico es un cohete. A diferencia de los vehículos aéreos como los globos y los jets, un cohete puede seguir acelerando en el vacío fuera de la atmósfera.
Al acercarse a la luna objetivo, una nave espacial se acercará cada vez más a su superficie a velocidades crecientes debido a la gravedad. Para aterrizar intacta, debe desacelerar a menos de 160 km/h y estar reforzada para soportar un impacto de "aterrizaje duro", o debe desacelerar a una velocidad insignificante en el momento del contacto para un "aterrizaje suave" (la única opción para los humanos). Los tres primeros intentos de Estados Unidos de realizar un alunizaje forzoso con un sismómetro reforzado en 1962 fracasaron. Los soviéticos lograron por primera vez el hito de un alunizaje forzoso con una cámara reforzada en 1966, seguidos solo unos meses después por el primer alunizaje suave sin tripulación por parte de Estados Unidos.
La velocidad de un alunizaje forzoso en su superficie suele estar entre el 70 y el 100 % de la velocidad de escape de la luna objetivo, y por tanto ésta es la velocidad total que debe desprenderse de la atracción gravitatoria de la luna objetivo para que se produzca un alunizaje suave. Para la Luna de la Tierra, la velocidad de escape es de 2,38 km/s. El cambio de velocidad (denominado delta-v) suele proporcionarlo un cohete de alunizaje, que debe ser transportado al espacio por el vehículo de lanzamiento original como parte de la nave espacial en su conjunto. Una excepción es el alunizaje suave en Titán realizado por la Huygens en 2005. Al ser la luna con la atmósfera más densa, los alunizajes en Titán pueden lograrse utilizando técnicas de entrada atmosférica que suelen ser más ligeras que un cohete de capacidad equivalente.
Los soviéticos lograron realizar el primer aterrizaje forzoso en la Luna en 1959. Aterrizajes forzosos puede ocurrir debido a fallos de funcionamiento en una nave espacial, o pueden ser deliberadamente organizados para vehículos que no tienen un cohete de aterrizaje a bordo. Ha habido muchos accidentes lunares de este tipo, a menudo con su trayectoria de vuelo controlada para impactar en lugares precisos de la superficie lunar. Por ejemplo, durante el programa Apolo, la tercera etapa S-IVB del cohete Saturno V y la etapa de ascenso gastada del Módulo Lunar se estrellaron deliberadamente en la Luna varias veces para provocar impactos que se registraran como un terremoto lunar en los sismómetros que se habían dejado en la superficie lunar. Estos choques fueron decisivos para cartografiar la estructura interna de la Luna.
Para regresar a la Tierra, es necesario superar la velocidad de escape de la Luna para que la nave espacial salga del pozo gravitatorio de la Luna. Se deben utilizar cohetes para salir de la Luna y regresar al espacio. Al llegar a la Tierra, se utilizan técnicas de entrada atmosférica para absorber la energía cinética de una nave espacial que regresa y reducir su velocidad para un aterrizaje seguro. Estas funciones complican enormemente una misión de alunizaje y conllevan muchas consideraciones operativas adicionales. Todo cohete de salida de la Luna debe ser transportado primero a la superficie lunar por un cohete de alunizaje, lo que aumenta el tamaño requerido de este último. El cohete de salida de la Luna, el cohete de alunizaje más grande y cualquier equipo de entrada en la atmósfera terrestre, como escudos térmicos y paracaídas, deben ser elevados a su vez por el vehículo de lanzamiento original, aumentando enormemente su tamaño en un grado significativo y casi prohibitivo.

## Descripción del proceso

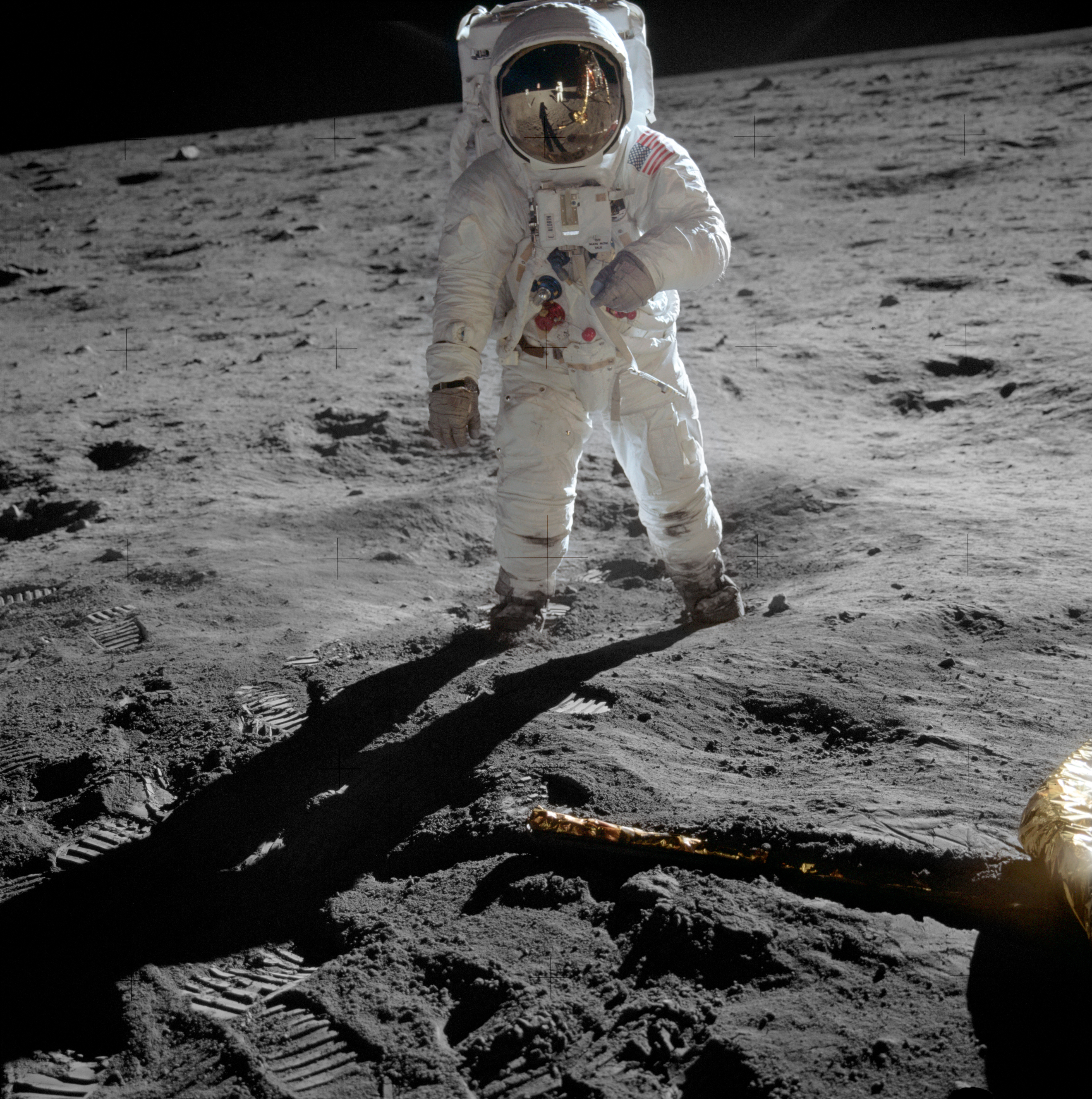
Buzz Aldrin caminando sobre la Luna, 21 de julio de 1969.

Un alunizaje del tipo que tuvieron las misiones Apolo se inicia a los 110 km de altura, separándose entonces el módulo de descenso ocupado por el comandante de la expedición y el piloto del LEM.
Al cabo de media revolución, el motor de descenso entra en ignición, que disminuye la velocidad de la nave situándola en una órbita elíptica de 110 x 15 km.
Una vez alcanzada esta órbita, se vuelve a encender el motor de descenso, reduciendo la velocidad del módulo lunar hasta alcanzar los 35 m/s estando en ese momento la altura controlada constantemente por el radar de aterrizaje. Existen dos puntos importantes de control en la fase de alunizaje llamados puerta alta y puerta baja.
Tras finalizar la fase de frenado, la altura del módulo es de 3 m (aproximadamente 10 pies), el ángulo de inclinación del mismo es de 23° y el empuje entonces es de 2721 kgf.

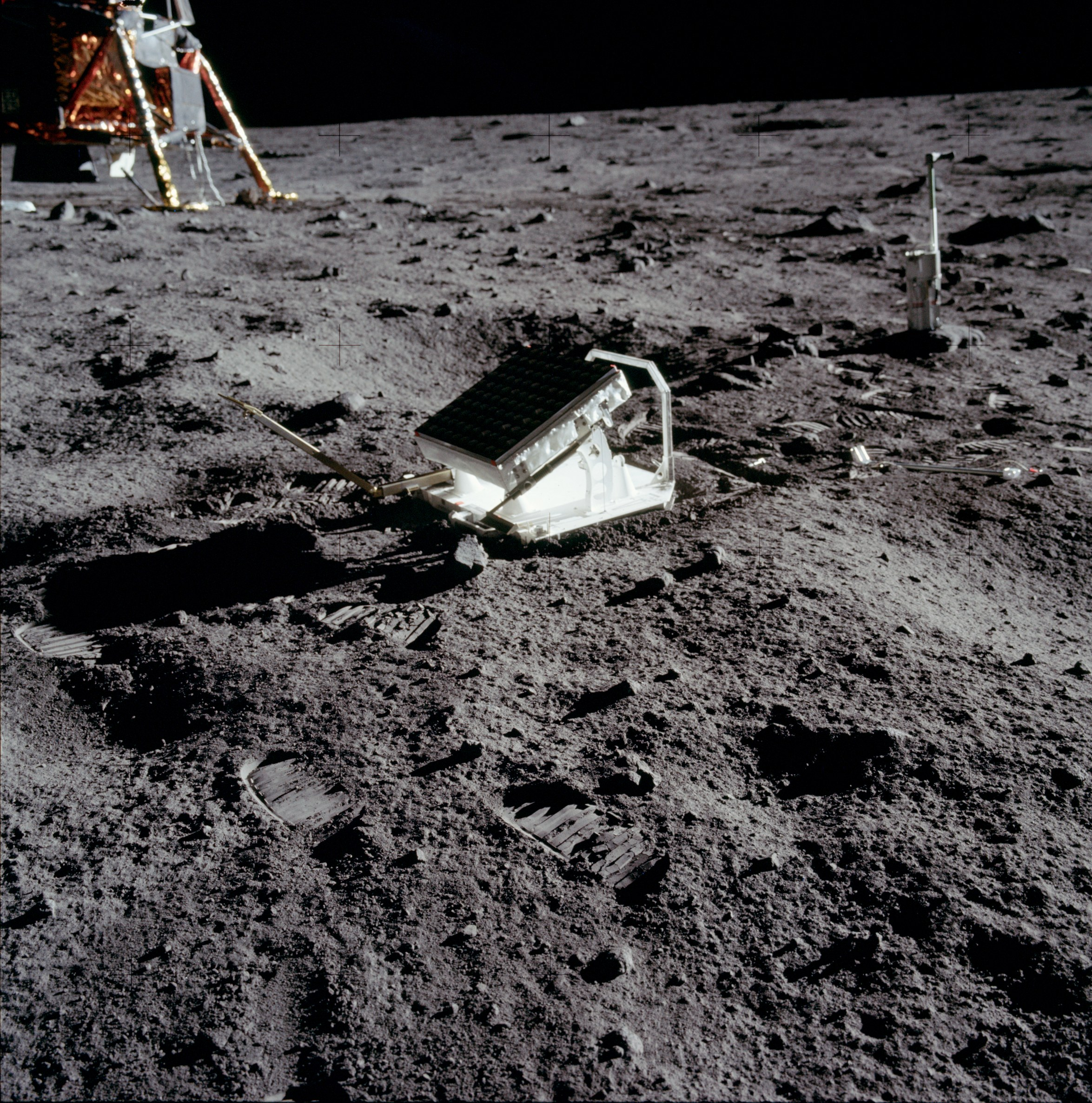
En los alunizajes se han dejado instrumentos en la superficie lunar, como este retrorreflector para medir con precisión la distancia Tierra-Luna mediante láser.

Cuando se avista el punto de descenso, el módulo se encuentra a una altitud de 2950 m, funcionando el retrocohete con un empuje de 2540 kgf. mientras la nave presenta una inclinación de 49°.
La primera fase consiste en pasar a una distancia sobre la superficie lunar de unos 2300 m y a una distancia de entre 4 y 8 km del punto de descenso y a una velocidad de traslación de unos 150 m/s, habiendo reducido la velocidad de descenso a 45 m/s.
A los 914 ms de altitud la nave presenta una inclinación de 57°.
A la puerta baja se llega un minuto y medio después. La altura en ese momento es de 152,3 m, la inclinación de la nave de 80° y la distancia al punto de descenso de 550 m, mientras que la velocidad se ha reducido a 17 m/s gracias al empuje negativo de 1270 kgf.
La trayectoria se va incurvando cada vez más, hasta pasar al descenso vertical de 90° a unos 45 m de altitud, entonces la velocidad que es controlada por el ordenador de a bordo disminuye desde los 8,2 hasta alcanzar solo 1 m/s. Los sensores que existen en tres de las cuatro patas del módulo de descenso indican el primer contacto, ordenando entonces la parada del motor.
El descenso dura del orden de los 11 min y 54 s. Esta maniobra se simplificó a partir del alunizaje del Apolo 14, permitiendo una mayor disponibilidad de combustible del módulo de descenso para un caso de emergencia.
Para ello, la nave Apolo se situó en una órbita lunar elíptica de 108 por 16,5 km, de manera que el módulo lunar inició la maniobra de descenso y alunizaje a solo 16 500 m de altura en vez de los 110 000 del caso anterior.

### Zona de alunizaje

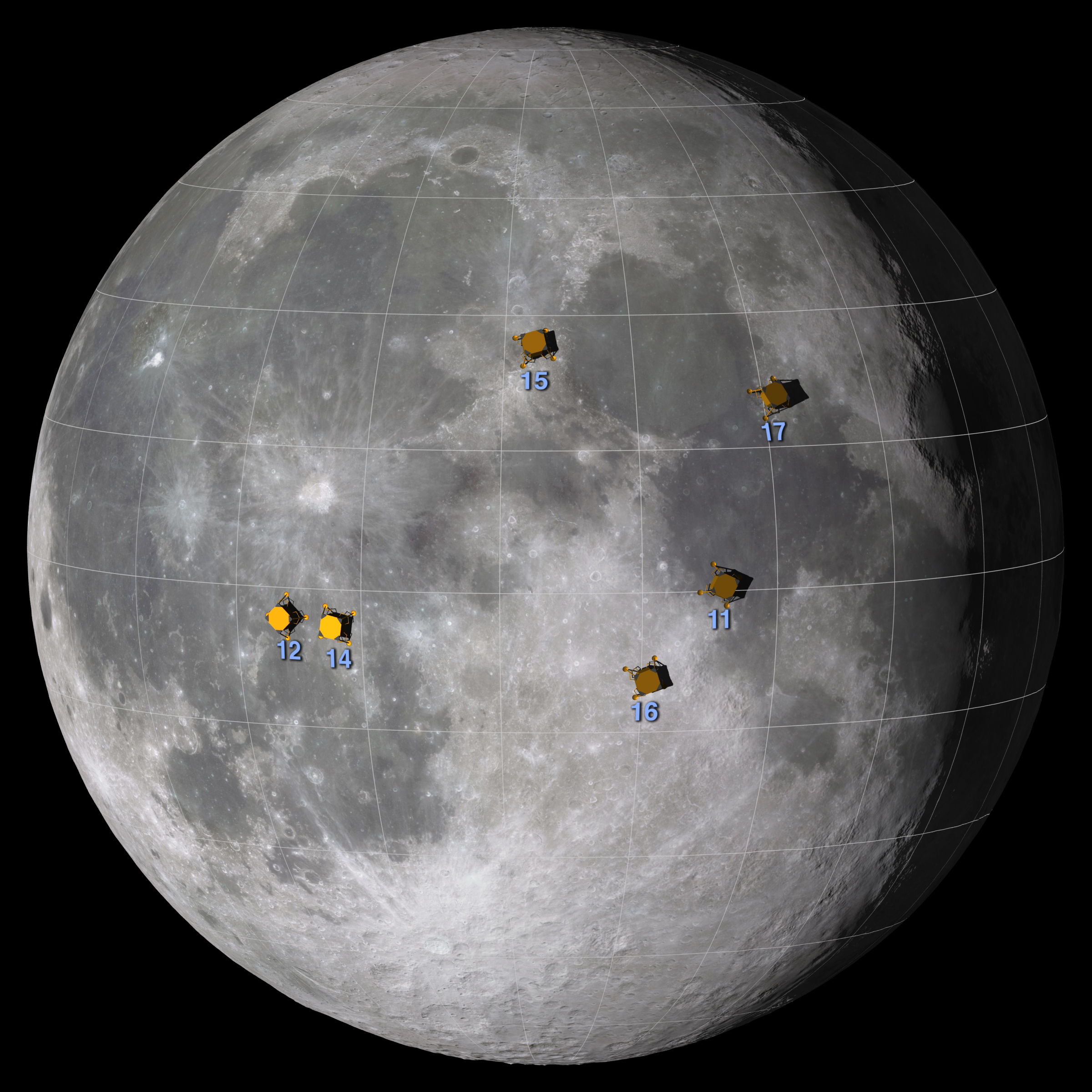
Mapa que detalla el lugar de los alunizajes del Programa Apolo.

Se entiende por zona de alunizaje los sectores de la superficie de la Luna ideales para efectuar un descenso controlado suave a la hora de establecer una base lunar.
Durante las misiones Apolo las zonas de alunizaje eran elipses de 8 x 5 km seleccionadas según los criterios siguientes:
1. En la ruta de aproximación no deben existir grietas ni colinas altas, pues ello daría lugar a falsas interpretaciones de la altura-radar.
2. Las zonas deben presentar pocos accidentes y con un suelo libre de grandes rocas.
3. La zona elegida debe permitir el menor consumo posible de combustible por parte del módulo de descenso.
4. La zona debe permitir el reciclado del tiempo del Saturno V en caso de retraso de la cuenta atrás para el lanzamiento.
5. La zona debe encontrarse al alcance de la astronave Apolo, en la trayectoria de regreso libre, sin tener que emplear combustible para situarse en ella.
6. Debe presentar una iluminación de entre 7 a 20° de altura del Sol sobre el horizonte, y detrás del módulo de descenso cuando se acerque este al punto de alunizaje.
7. La pendiente del terreno no debe exceder del 2 %.

Teniendo en cuenta todas estas condiciones, solo se dispone de una ventana de lanzamiento de un día por mes para cada una de las zonas programadas.

## Aterrizajes sin tripulación

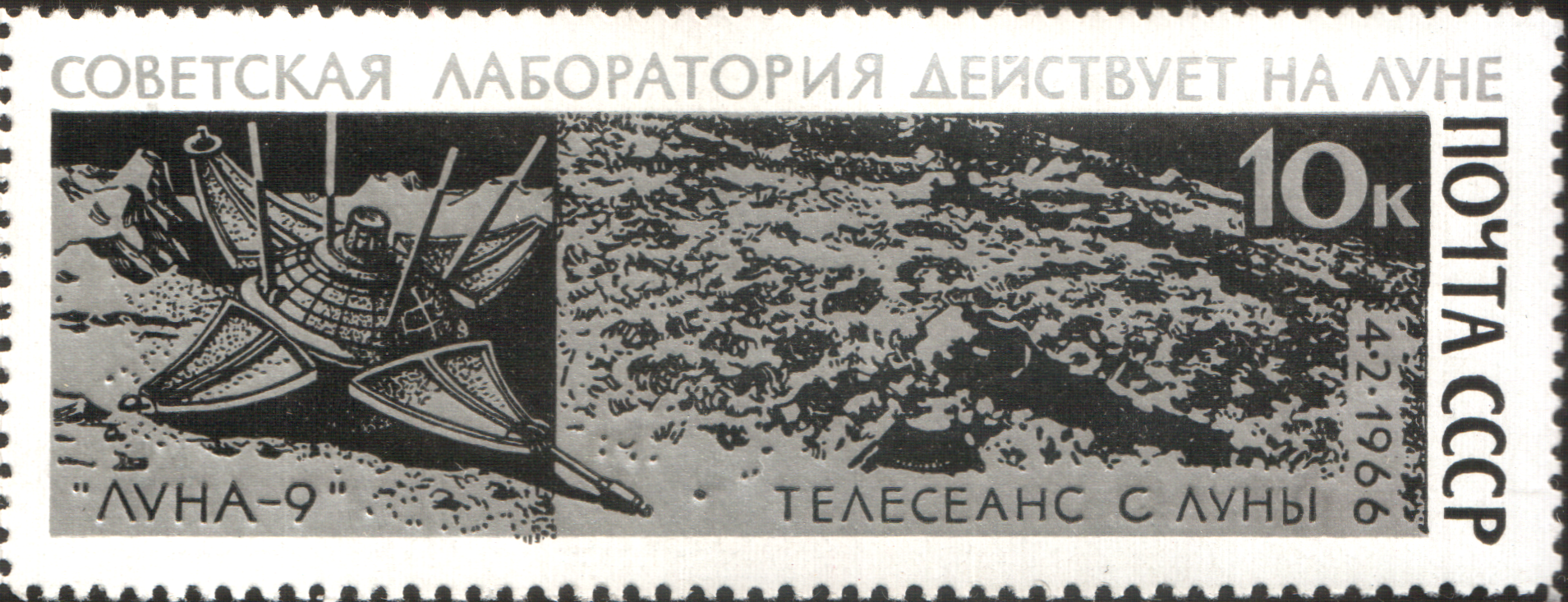
Sello con un dibujo de la primera sonda de alunizaje suave Luna 9, junto a la primera vista de la superficie lunar fotografiada por la sonda.

Tras el fallido intento de Luna 1 de alunizar en 1959, la Unión Soviética realizó el primer alunizaje forzoso ("forzoso" significa que la nave espacial se estrella intencionadamente contra la Luna) ese mismo año con la nave Luna 2, una hazaña que Estados Unidos logró después en 1962 con la Ranger 4. Desde entonces, doce naves espaciales soviéticas y estadounidenses utilizaron cohetes de frenado (retrocohetes) para realizar aterrizajes suaves y llevar a cabo operaciones científicas en la superficie lunar, entre 1966 y 1976. En 1966, la URSS realizó los primeros alunizajes suaves y tomó las primeras fotografías de la superficie lunar durante las misiones Luna 9 y Luna 13. Los EE. UU. siguieron con cinco alunizajes suaves sin tripulación del Programa Surveyor.
El 24 de septiembre de 1970, la Unión Soviética llevó a cabo la primera misión de retorno de muestras de suelo lunar sin tripulación con la sonda Luna 16. Le siguieron Luna 20 y Luna 24 en 1972 y 1976, respectivamente. Tras el fracaso en el lanzamiento en 1969 del primer Lunokhod, Luna E-8 No.201, el Luna 17 y el Luna 21 fueron misiones exitosas de rover lunar sin tripulación en 1970 y 1973.
Muchas misiones fracasaron en el lanzamiento. Además, varias misiones de aterrizaje sin tripulación alcanzaron la superficie lunar pero no tuvieron éxito, entre ellas: Luna 15, Luna 18 y Luna 23 se estrellaron al aterrizar; y el Surveyor 4 estadounidense perdió todo contacto por radio momentos antes de su aterrizaje.
Más recientemente, otras naciones han estrellado naves espaciales en la superficie de la Luna a velocidades de alrededor de 8000 km/h, a menudo en lugares precisos y planificados. Por lo general, se trataba de orbitadores lunares al final de su vida útil que, debido a la degradación de sus sistemas, ya no podían superar las perturbaciones de las concentraciones de masa lunar para mantener su órbita. El orbitador lunar japonés Hiten impactó contra la superficie de la Luna el 10 de abril de 1993. La Agencia Espacial Europea realizó un impacto de choque controlado con su orbitador SMART-1 el 3 de septiembre de 2006.
La Organización India de Investigación Espacial (ISRO) realizó un impacto de choque controlado con su Sonda de Impacto Lunar (MIP) el 14 de noviembre de 2008. La MIP era una sonda eyectada del orbitador lunar indio Chandrayaan-1 y realizó experimentos de teledetección durante su descenso a la superficie lunar.
El orbitador lunar chino Chang'e 1 se estrelló de forma controlada contra la superficie de la Luna el 1 de marzo de 2009. La misión rover Chang'e 3 aterrizó suavemente el 14 de diciembre de 2013, al igual que su sucesora, Chang'e 4, el 3 de enero de 2019. Todos los alunizajes suaves tripulados y no tripulados habían tenido lugar en la cara cercana de la Luna, hasta el 3 de enero de 2019, cuando la nave espacial china Chang'e 4 realizó el primer alunizaje en la cara oculta de la Luna.
El 22 de febrero de 2019, la agencia espacial privada israelí SpaceIL lanzó la nave espacial Beresheet a bordo de un Falcon 9 desde Cabo Cañaveral, Florida, con la intención de lograr un aterrizaje suave. SpaceIL perdió el contacto con la nave y esta se estrelló contra la superficie el 11 de abril de 2019.
La Organización India de Investigación Espacial lanzó Chandrayaan-2 el 22 de julio de 2019 con aterrizaje previsto para el 6 de septiembre de 2019. Sin embargo, a una altitud de 2,1 km de la Luna unos minutos antes del aterrizaje suave, el módulo de aterrizaje perdió el contacto con la sala de control.

## Pruebas empíricas históricas
Muchos conspiracionistas sostienen que los alunizajes del Apolo fueron un engaño; sin embargo, las pruebas empíricas están fácilmente disponibles para demostrar que los alunizajes humanos ocurrieron. Cualquiera en la Tierra con un sistema láser y telescopio adecuado puede hacer rebotar rayos láser en tres matrices retrorreflectoras dejadas en la Luna por el Apolo 11, 14 y 15, verificando el despliegue del Experimento Lunar Laser Ranging en lugares de alunizaje Apolo históricamente documentados y probando así que los equipos construidos en la Tierra fueron transportados con éxito a la superficie de la Luna. Además, en agosto de 2009 el Lunar Reconnaissance Orbiter de la NASA comenzó a enviar fotos de alta resolución de los lugares de alunizaje Apolo. Estas fotos muestran las grandes etapas de descenso de los seis Módulos Lunares Apolo que quedaron atrás, las huellas de los tres Vehículos Lunares Itinerantes, y los caminos dejados por los doce astronautas al caminar sobre el polvo lunar. En 2016, el entonces presidente de EE. presidente Barack Obama reconoció que la llegada a la Luna no fue un engaño y agradeció públicamente a los miembros del programa de televisión Cazadores de mitos por demostrarlo públicamente en el episodio 2 de la temporada 6.